# Bavent
Bavent är en kommun i departementet Calvados i regionen Normandie i norra Frankrike. Kommunen ligger i kantonen Cabourg som ligger i arrondissementet Caen. År 2022 hade Bavent 1 912 invånare.

## Befolkningsutveckling
Antalet invånare i kommunen Bavent
Referens: INSEE